# Kathedrale von Lancaster

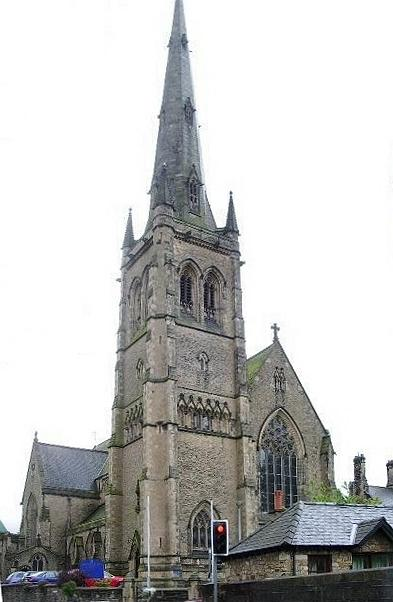
Kathedrale von Lancaster

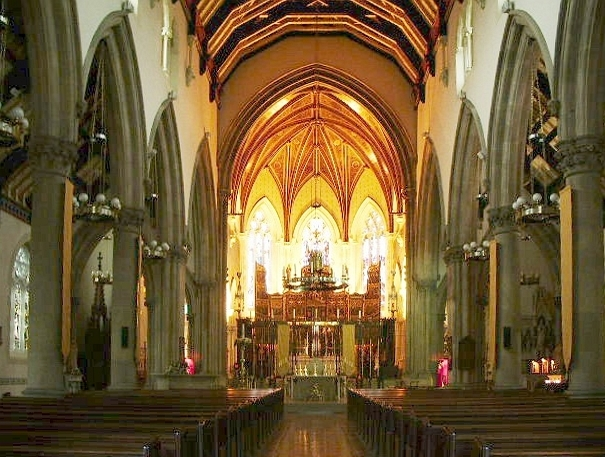
Inneres

Die Kathedrale von Lancaster (Cathedral Church of St Peter) in der nordwestenglischen Stadt Lancaster ist die Bischofskirche des römisch-katholischen Bistums Lancaster. Die neugotische Basilika wurde 1857–1859 nach Plänen von Edward Paley erbaut.

## Geschichte
Schon sechs Jahre nach dem Catholic Relief Act von 1791 baute die katholische Gemeinde von Lancaster eine Kapelle. 1847 erwarb sie das Grundstück der heutigen Kirche, die zehn Jahre später begonnen und am 4. Oktober 1859 durch den Bischof von Liverpool Alexander Goss geweiht wurde. Das oktogonale Baptisterium am nördlichen Querhausarm wurde 1901 hinzugefügt. 1924 erfolgte mit Gründung des Bistums Lancaster die Erhebung zur Kathedrale. Eine umfangreiche Restaurierung wurde 1995 abgeschlossen.

## Architektur
Die Kathedrale ist den Formen des Decorated Style nachgebildet. Sie besteht aus einem dreischiffigen Langhaus mit niedrigerem Querhaus und polygonal schließendem Chor. Der quadratische Turm mit Spitzhelm und vier Ecktürmchen ist an der Nordwestseite angefügt. Große Maßwerkfenster sind in die West- und die Querhausfassaden eingelassen. Der Chor ist mit mehreren Maßwerkfenstern und einem Sterngewölbe gestaltet.

## Ausstattung

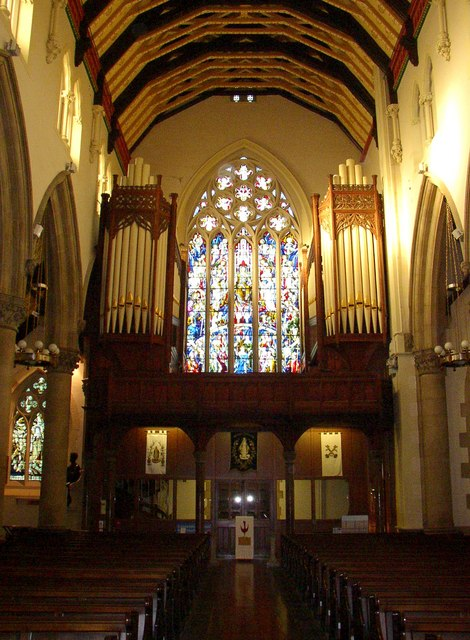
Blick auf das Westfenster mit Orgelprospekt

Bemerkenswert ist das neugotische Altartriptychon von 1909. Eine Kopie des thronenden Petrus aus dem Petersdom in Rom wurde 1881 aufgestellt. Der Turm enthält ein zehnteiliges Geläut. 1959 wurde ein neuer Kreuzwegzyklus geschaffen.

### Orgel
Die Orgel geht zurück auf ein Instrument aus dem Jahre 1889, erbaut von dem Orgelbauer Henry Ainscough (Preston). Die Orgel hat heute 32 Register auf drei Manualen und Pedal.
| I Choir Organ C–a3 |    |
| Lieblich Gedacht   | 8′ |
| Gamba              | 8′ |
| Dulciana           | 8′ |
| Flauto Traverso    | 4′ |
| Salicet            | 4′ |
| Clarionet          | 8′ |
| Orchestral Oboe    | 8′ |

| II Great Organ C–a3  |       |
| Double Open Diapason | 16′   |
| Open Diapason        | 8′    |
| Small Open Diapason  | 8′    |
| Hohl Flute           | 8′    |
| Principal            | 4′    |
| Flute Harmonic       | 4′    |
| Twelfth              | 2 ⁄3′ |
| Fifteenth            | 2′    |
| Mixture III-IV       |       |
| Trumpet              | 8′    |

| III Swell Organ C–g3 |     |
| Lieblich Bourdon     | 16′ |
| Open Diapason        | 8′  |
| Salcional            | 8′  |
| Voix Celeste         | 8′  |
| Principal            | 4′  |
| Mixture II-III       |     |
| Oboe                 | 8′  |
| Vox Humana           | 8′  |
| Horn                 | 8′  |
| Clarion              | 4′  |
| Tremulant            |     |

| Pedal Organ C–f1 |     |
| Open Diapason    | 16′ |
| Contra Bass      | 16′ |
| Bourdon          | 16′ |
| Violoncello      | 8′  |
| Trombone         | 16′ |